# Blok operacyjny

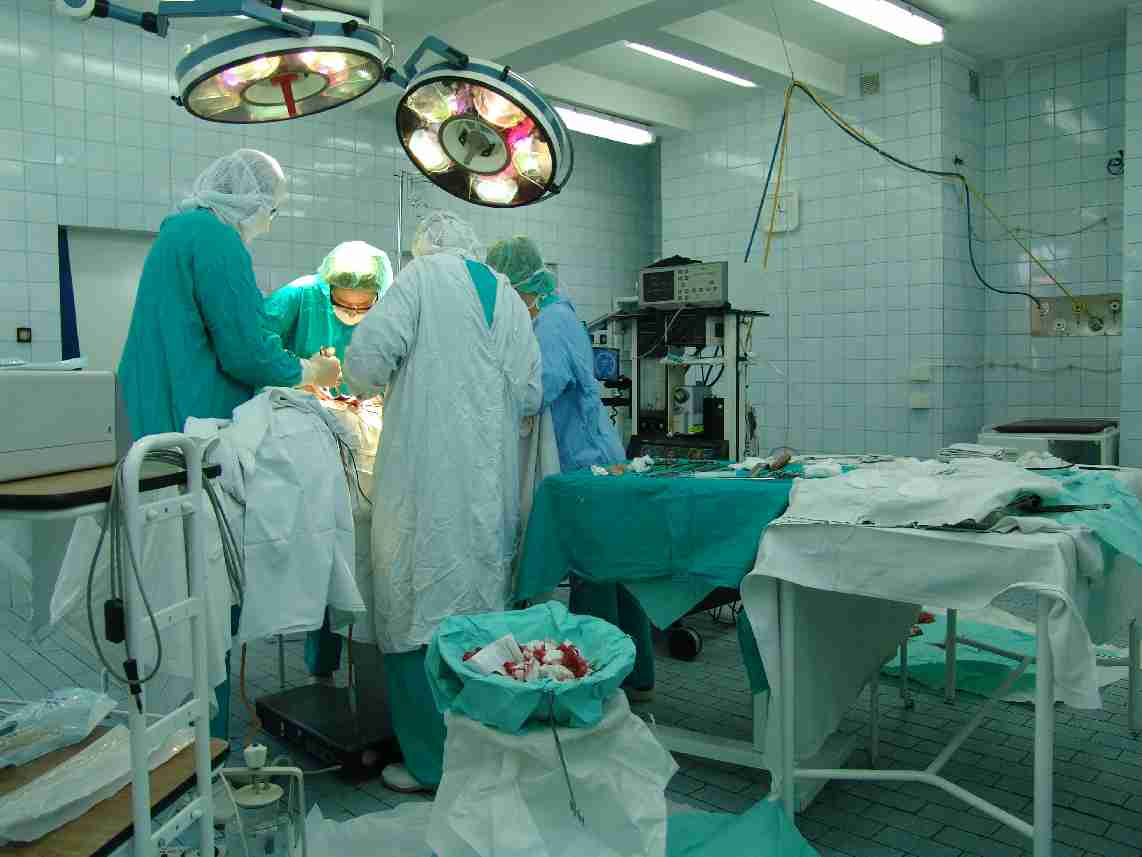
Sala operacyjna w klinice ginekologiczno-położniczej ŚUM w Bytomiu

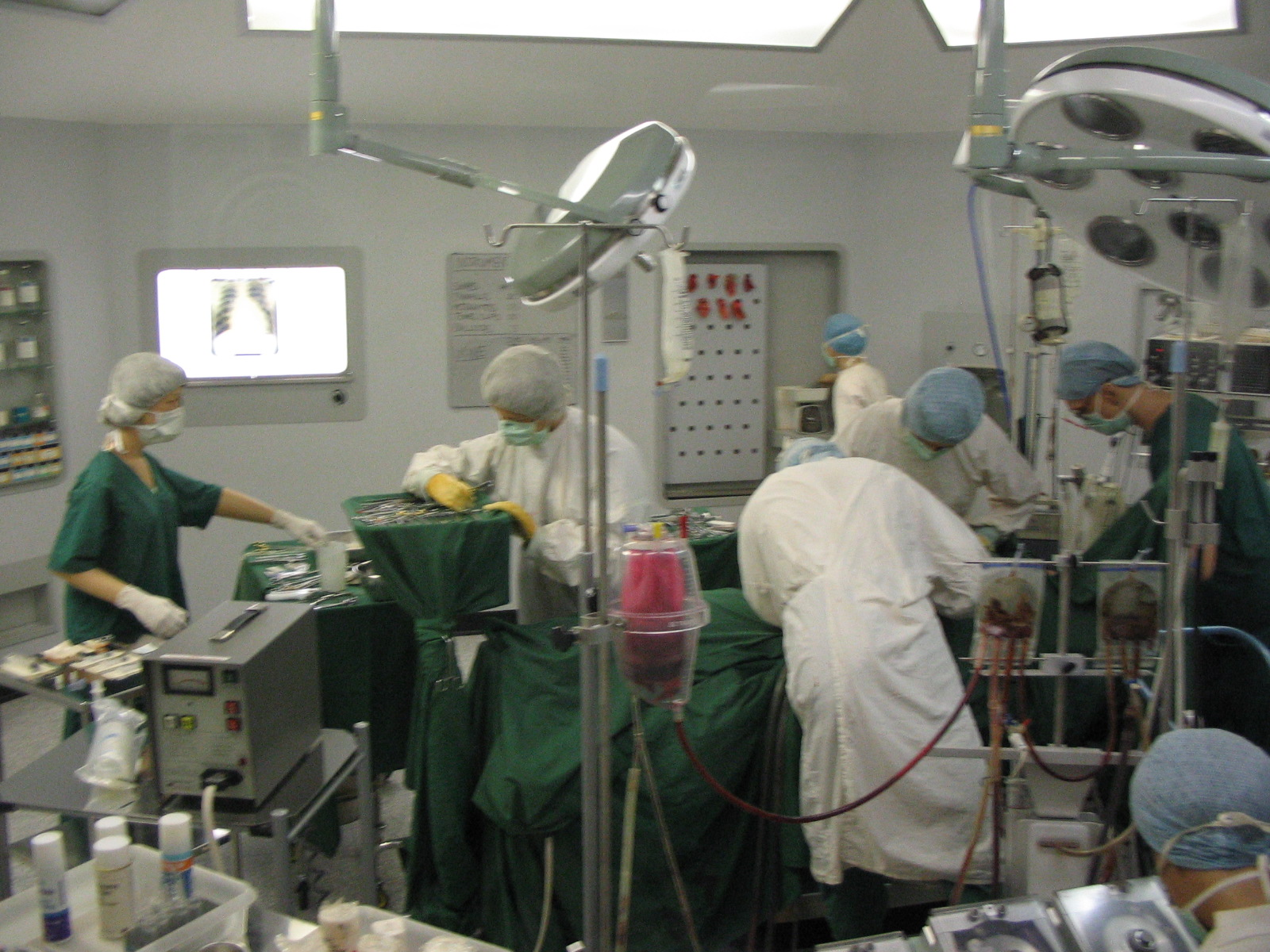
Makieta sali operacyjnej w Science Museum w Londynie

Blok operacyjny, trakt operacyjny – wydzielona część szpitala służąca wykonywaniu operacji w warunkach możliwie największej izolacji od źródeł infekcji, zbliżonych do aseptyki. Zazwyczaj blok operacyjny jest zlokalizowany w sąsiedztwie oddziału chirurgicznego, w sposób umożliwiający łatwe przewiezienie pacjenta wymagającego operacji.
Obecnie tworzone projekty bloków operacyjnych oparte są na podziale na strefy: „czystą” i „brudną” z niekrzyżującymi się drogami komunikacji. Organizacyjne i architektoniczne wydzielenie takich stref zapobiega przypadkowemu zetknięciu personelu bloku i pacjentów z innymi pracownikami szpitala i osobami postronnymi, a także kontaktowi przygotowywanych instrumentów i materiału z potencjalnie zakaźnymi odpadami medycznymi.

## Sale operacyjne
Podstawowe pomieszczenia służące przeprowadzaniu zabiegów chirurgicznych na bloku operacyjnym. Pomieszczenia używane jako sale operacyjne muszą spełniać rygorystyczne wymagania pod względem powierzchni, czystości i wentylacji.
Obecnie traci na znaczeniu podział sal operacyjnych na sale „brudne” (do zabiegów w polu zakażonym, stwarzających możliwość infekcji, np. nacinanie ropni), sale „czyste” (do zabiegów w polu czystym, niestwarzających większej możliwości zakażenia) i sale „jałowe” (przeznaczone do przeprowadzania zabiegów wymagających najwyższego stopnia aseptyki).
W części większych szpitali sale operacyjne dzielą się według specjalności dokonywanych w nich zabiegów – prócz sal ogólnochirurgicznych istnieją także sale laryngologiczne, urologiczne czy ortopedyczne (ze specjalnym wyposażeniem i nierzadko osobnym personelem), natomiast nawet niewielkie szpitale rejonowe wydzielają sale operacyjne do zabiegów ginekologicznych. Specjalnego wyposażenia wymagają sale operacyjne przeznaczone do wykonywania zabiegów endoskopowych: m.in. możliwości zaciemnienia pomieszczenia.

### Wyposażenie sali operacyjnej
- stół operacyjny, obecnie najczęściej sterowany elektronicznie, wykonany z łatwo zmywalnego materiału, z możliwością łatwej zmiany pozycji pacjenta. W niektórych salach operacyjnych zamiast stołu operacyjnego, lub oprócz niego znajdują się fotele ginekologiczne bądź stomatologiczne.
- aparat do znieczulenia, przy pomocy którego anestezjolog przeprowadza znieczulenie ogólne pacjenta przed rozpoczęciem zabiegu, a także aparaty monitorujące parametry życiowe pacjenta
- lampy operacyjne, silnie oświetlające pole operacyjne, ograniczające rzucanie cienia
- elektrokauter
- ssaki, aparaty do odsysania płynów
- zestaw narzędzi chirurgicznych

czasem także
- laparoskop, aparat do laparoskopii
- mikroskop operacyjny, do zabiegów wymagających dużej precyzji (np. przy operacjach okulistycznych, laryngologicznych itp.)
- płucoserce, do operacji serca

## Pozostałe pomieszczenia
Blok operacyjny oprócz sal operacyjnych najczęściej mieści też pomieszczenia dodatkowe, takie jak:
- śluzy, gdzie personel zmienia odzież i obuwie używane na terenie szpitala, na przeznaczone wyłącznie do użycia w obrębie bloku operacyjnego (często odróżniające się kolorem)
- salę przygotowawczą (premedykacyjną), gdzie pacjent przed zabiegiem jest przygotowywany farmakologicznie, czasami również znieczulany jeszcze przed przewiezieniem do sali operacyjnej
- miejsce przygotowania chirurgów, w którym lekarze mogą umyć się przed zabiegiem, przebrać w jałową odzież
- sala wybudzeń, gdzie następuje wyprowadzenie z narkozy, po czym pacjent jest przewożony z powrotem na oddział
- pomieszczenie sterylizacji narzędzi i bielizny operacyjnej, niezależne od sterylizatorni szpitalnej
- pokój instrumentariuszek i anestezjologicznych – pielęgniarek asystujących przy operacjach i znieczuleniu
- magazyn narzędzi i sprzętu

## Nowe wymagania
Na przestrzeni lat, a przede wszystkim w związku z przystąpieniem do Unii Europejskiej zmieniły się przepisy dotyczące obiektów ochrony zdrowia, w tym także bloków operacyjnych. Większość z nich dotyczy bezpieczeństwa pacjentów, względnie komfortu pracy zespołu operacyjnego, co nie zmienia faktu że często wprowadzają konieczność kosztownych inwestycji. Wymagania dotyczące rozdziału ruchu „czystych” pracowników, pacjentów i materiału, od zużytych narzędzi i bielizny, czy też urządzania odpowiednich śluz dla pacjentów i materiałów chirurgicznych mogą okazać się niełatwe we wprowadzaniu. Trudnym do spełnienia w starszych szpitalach wymaganiem może się także stać wymieniony w rozporządzeniu Ministerstwa Zdrowia minimalny rozmiar sali operacyjnej, wynoszący 35 m².
Z drugiej strony wiele szpitali modernizuje swoje zespoły operacyjne, dostosowując je do wysokiego standardu, między innymi poprzez:
- instalację klimatyzacji, laminarnego nawiewu aseptycznego powietrza w pole operacyjne.
- inwestując w dobrej jakości sprzęt operacyjny (np. lampy czy stoły operacyjne)
- wymieniając standardowe materiały budowlane, na wykonane z materiałów umożliwiających zachowanie wyższego stopnia aseptyczności (np. ściany i drzwi ze stali szlachetnej).

Tego rodzaju modernizacje, niejednokrotnie kosztowne, polepszają jednak jakość leczenia, np. ograniczając zakażenia pooperacyjne.